# Polygala desiderata
Polygala desiderata là một loài thực vật có hoa trong họ Polygalaceae. Loài này được Speg. miêu tả khoa học đầu tiên.